# Hermonassa orbicularis
Hermonassa orbicularis là một loài bướm đêm trong họ Noctuidae.